# Pénz áll a házhoz
A Pénz áll a házhoz (eredeti cím: Funny Money) 2006-ban bemutatott amerikai filmvígjáték Leslie Greif rendezésében. A főszerepeket Chevy Chase, Penelope Ann Miller és Armand Assante alakítja. A film Ray Cooney 1996-os Funny Money című brit színdarabján alapul. Németország, az Egyesült Államok és Románia koprodukciójában készült.
A film 2006. március 9-én jelent meg.

## Cselekmény
Amikor Henry Perkins véletlenül elcseréli aktatáskáját egy férfival, egymillió dollárt talál benne. A készpénz azonban magához vonzza Mr. Big-et, aki visszaköveteli a pénzét.

## Szereplők
| Szerep        | Színész              | Magyar hang    |
| ------------- | -------------------- | -------------- |
| Henry Perkins | Chevy Chase          | Dunai Tamás    |
| Carol Perkins | Penelope Ann Miller  | Tóth Enikő     |
| Genero        | Armand Assante       | Mihályi Győző  |
| Vic           | Christopher McDonald | Koroknay Géza  |
| Feldman       | Robert Loggia        | Fülöp Zsigmond |
| Angel         | Guy Torry            | Csőre Gábor    |
| MM. Virginia  | Rebecca Wisocky      | Kubik Anna     |
| Denis Slater  | Kevin Sussman        | Rajkai Zoltán  |
| Gina          | Alex Meneses         | Náray Erika    |
| Stan Martin   | Marty Belafsky       | Széles Tamás   |

## Fordítás
- Ez a szócikk részben vagy egészben  a   Funny Money (2006 film) című angol Wikipédia-szócikk fordításán alapul.  Az eredeti cikk szerkesztőit annak laptörténete sorolja fel. Ez a jelzés csupán a megfogalmazás eredetét és a szerzői jogokat jelzi, nem szolgál a cikkben szereplő információk forrásmegjelöléseként.